# Platadedrama
La Plataforma de Dramatúrgia de les Comarques Gironines (Platadedrama) va ser una associació de dramaturgs vinculats a les comarques gironines. Va néixer l'any 2009 amb l'ambició de consolidar i ampliar l'escena dramàtica gironina, principalment a través del projecte dels Diàlegs a 4 bandes, tot i que també van poder veure la llum altres iniciatives. Aquesta sèrie de peces teatrals breus volia ser la continuació d'una iniciativa anterior, la dels Monòlegs a 3 bandes, que l'any 1992 -a petició del col·lectiu de teatre professional ACME i l'escola de teatre El Galliner -va unir 14 equips de dramaturg-director-actor amb l'objectiu de materialitzar uns monòlegs, representats a la Sala La Planeta de Girona. Des de la consciència que, des de llavors, la dramatúrgia catalana havia crescut en nombre i diversitat de perspectives, Platadedrama engegava els Diàlegs amb la voluntat de reiniciar i reinventar l'activitat teatral a la ciutat.

## Altres projectes
L'any 2015, Platadedrama presenta La Casa, una proposta de lectures dramatitzades nocturnes estrenada a la Casa de Cultura de Girona. Cinc dramaturgs van encarregar-se de posar en escena un seguit de peces curtes, titulades totes segons l'espai de la Casa de Cultura en el qual s'inspiraren: 
- La Sala, de Jordi Arbonès (NIF)
- La Porta, de J. B. Beni
- Les Escales, de Nene Coca
- El Pou, de Tona Puig
- El Replà, de Josep M. Uyà

El projecte partia de la idea de fer les lectures fora de les sales que diàriament acullen l'activitat del centre. Per tant, en espais no convencionals per a les representacions; el dramaturg aprofitava el mobiliari i la distribució de llums per a expressar el que cada situació li suggeria. La intenció era que l'espai físic fos alhora raó i escenari de l'acció dramàtica. En aquest projecte van intervenir-hi els actors i actrius gironins Anna Benaiges, Alba Cabrera, Berta Camps, Júlia Canals, Gemma Capella, Xavier Fàbrega, Joffre Huguet, Daniela Monsó i Eva Rigau.
Després de gairebé sis anys d'existència, Platadedrama va tancar les portes l'any 2015.